# Pasterzewo
Pasterzewo [pronunciación en polaco: /pastɛˈʐɛvɔ/] (alemán Pastern) es un pueblo ubicado en el distrito administrativo de Gmina Reszel, dentro del Condado de Kętrzyn, Voivodato de Varmia y Masuria, en Polonia del norte. Se encuentra aproximadamente a 7 kilómetros al sureste de Reszel, a 17 kilómetros al suroeste de Kętrzyn, y a 51 kilómetros al noreste de la capital regional Olsztyn.
Antes de 1945, el área fue parte de Alemania (Prusia Oriental).
El pueblo tiene una población de 35 habitantes.